# Іртиський сільський округ (Глибоківський район)
Ірти́ський сільський округ (каз. Ертіс ауылдық округі, рос. Иртышский сельский округ) — адміністративна одиниця у складі Глибоківського району Східноказахстанської області Казахстану. Адміністративний центр — село Прапорщиково.
Населення — 4948 осіб (2021; 5386 у 2009, 4967 у 1999, 4839 у 1989).
Станом на 1989 рік існувала Кіровська сільська рада (села Краснопартизанське, Прапорщиково, Уварово, Чорногорка, селище 226 км). Село Краснопартизанське було ліквідоване 2009 року. До 2018 року округ називався Кіровським.

## Склад
До складу округу входять такі населені пункти:
| Населений пункт               | Старі назви | Населення, осіб (1989) | Населення, осіб (1999) | Населення, осіб (2009) | Населення, осіб (2021) |
| ----------------------------- | ----------- | ---------------------- | ---------------------- | ---------------------- | ---------------------- |
| Прапорщиково, село            | -           | 2821                   | 2806                   | 3174                   | 3219                   |
| --Краснопартизанське, село    | -           | 45                     | 42                     | 24                     | 1                      |
| Роз'їзд 226, станційне селище | 226 км      | 242                    | 271                    | 293                    | 206                    |
| Уварово, село                 | -           | 1518                   | 1616                   | 1673                   | 1411                   |
| Чорногорка, село              | -           | 213                    | 232                    | 222                    | 111                    |